# Electrical Experimenter
Electrical Experimenter (Experimentador Eléctrico) (OCLC 8740783) fue una revista de ciencia técnica que se publicaba mensualmente. Primero fue publicada en mayo de 1913, como sucesor de Modern Electrics, una combinación de un catálogo de revistas y de pedidos por correo que habían sido publicadas por Hugo Gernsback a partir de 1908. El Electrical Experimenter tuvo una continuación desde mayo de 1913 a julio de 1920 con ese nombre, se centra en artículos científicos acerca de la radio, y continuó con un enfoque más amplio como la ciencia y la invención hasta agosto de 1931.
La revista fue editada por Hugo Gernsback hasta marzo de 1929, cuando el imperio editorial de Sidney y Hugo Gernsback fue obligado a declararse en bancarrota, después de que la fecha en que fue editada por Arthur H. Lynch.
Bajo la dirección de Gernsback, también se publicaron algunos de los primeros artículos de ciencia ficción, y publicó varias de sus propias historias en la revista a partir de 1915, animó a otros a través de una editorial de 1916 argumentando que un "verdadero experimentador eléctrico, digno de ese nombre" debe tener imaginación y una visión para el futuro. Entre agosto de 1917 y julio de 1919, Nikola Tesla escribió cinco artículos en la revista, y también publicó partes de su autobiografía en segmentos en varias ediciones en 1919.

## Ejemplo

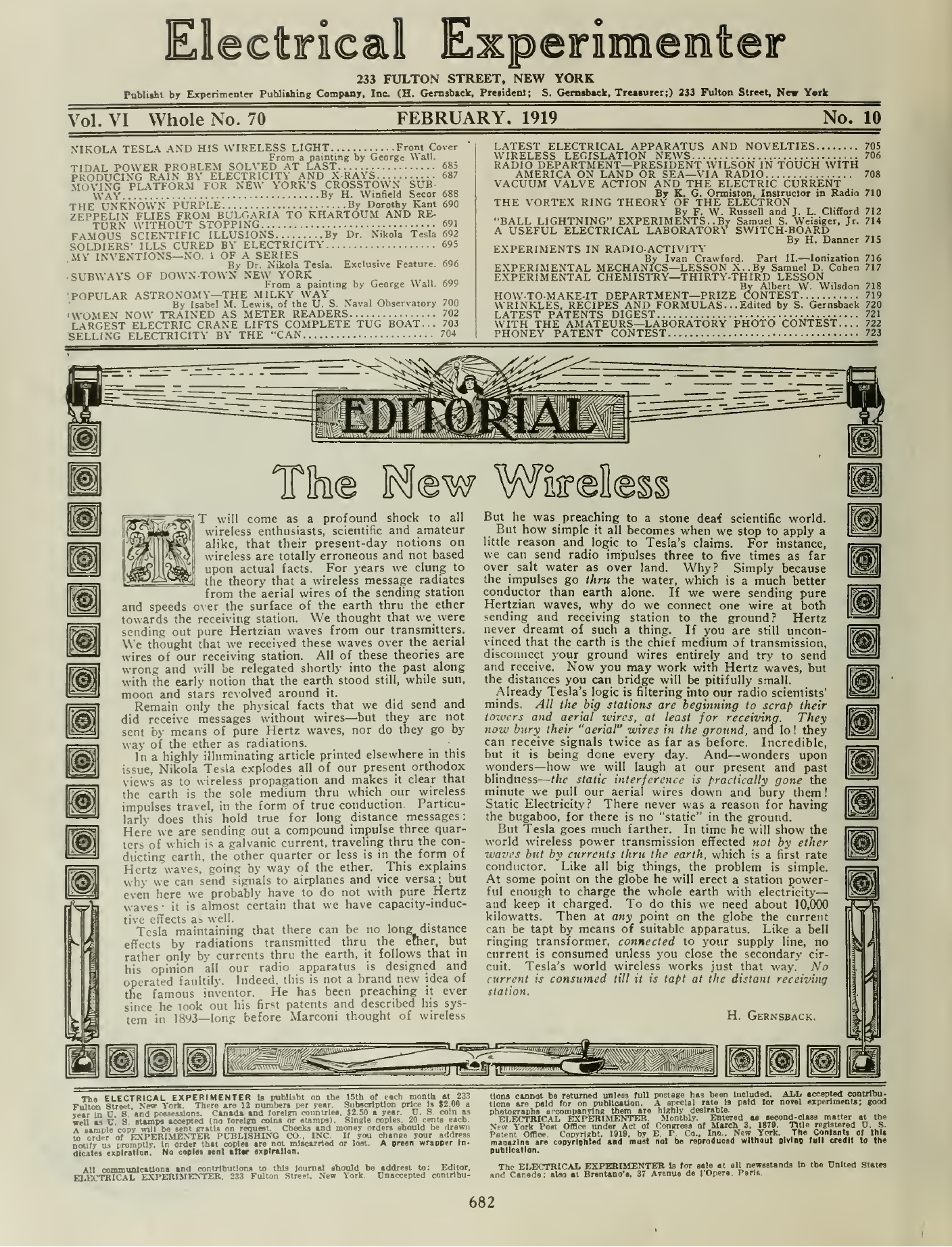
Revista Electrical Experimenter de Febrero de 1919. En ella se habla de la luz sin cables de Nikola Tesla.